# Meta Baš
Meta Baš, slovenska amaterska gledališka igralka, * 3. oktober 1876, Celje, † 26. februar 1959, Celje.
V Celju je končala meščansko šolo, nato na Dunaju, Parizu in Londonu študirala francoščino, nemščino, angleščino ter pedagogiko. V svoj študij je vključila tudi številna potovanja po Evropi, med katerimi je obiskovala gledališča v Parizu in Londonu, bila pa je tudi stalna obiskovalka dunajskih gledališč. Z razgledanostjo, znanjem, izrednim igralskim talentom in tudi lepoto se je uspešno vključila v Dramatični odsek Celjskega pevskega društva, ki ga je vodil Vladimir Ravnihar. Pod njegovim vodstvom je namreč začela majhna skupina celjskih narodnjakov s celovečernimi gledališkimi predstavami.
Od 1897 - 1910 je nastopala na celjskem odru. Spada pa v tisti krog gledaliških igralk – amaterk, ki so pred prvo svetovno vojno v izredno težkih pogojih ustvarjale temelje celjskemu gledališču. Bila je kultivirana in nadarjena igralka. Oblikovala je poglavitne vloge salonskega in ljudskega sloja. Z Rafaelom Salmičem, celjskim urarjem, je odigrala številne vloge v dramah, veseloigrah in operetah, najboljše v Govekarjevih dramatizacijah. Odlikovala sta jo širok igralski razpon in priljubljenost, tako da njeno delo pomeni pionirski prispevek k slovenski gledališki kulturi v Celju.